# Egídio (futebolista)
Egídio de Araújo Pereira Júnior, mais conhecido apenas como Egídio (Rio de Janeiro, 16 de junho de 1986), é um ex-futebolista brasileiro que atuava como lateral-esquerdo.

## Carreira

### Flamengo
Egídio foi revelado nas divisões de base do Flamengo, onde era tido como uma grande promessa. Em 2005, foi titular na vitoriosa campanha do time de juniores do rubro-negro na Copa Cultura de Juniores, uma espécie de Torneio Rio–São Paulo da categoria. Em 2006, chegou a realizar três partidas entre os profissionais durante o Campeonato Carioca.

### Paraná
Foi emprestado ao Paraná no início de 2007, onde veio a se tornar titular absoluto. Após ser eleito o melhor lateral-esquerdo do Campeonato Paranaense, Egídio acabou regressando ao Flamengo na metade do ano.

### Juventude
Continuou no Flamengo em 2008, onde participou da conquista do Campeonato Carioca. Contudo, não conseguiu se firmar no time e, com isso, acabou acertando novo empréstimo, desta vez ao Juventude, em meados de 2008.

### Figueirense
Terminado o empréstimo, retornou ao Flamengo para a temporada 2009, conquistando novamente o Campeonato Carioca com o rubro-negro. Em maio foi novamente emprestado, desta vez ao Figueirense, para a disputa da Série B.

### Vitória
Mais uma vez sem espaço no time carioca, foi emprestado ao Vitória no dia 12 de janeiro de 2010.
Egídio ficou na equipe baiana até dezembro, e apesar de ter sido fundamental na campanha que levou o rubro-negro à final da Copa do Brasil, o lateral não agradou, sendo considerado um dos culpados pelo rebaixamento do clube a Série B do Campeonato Brasileiro ao fim do ano.

### Retorno ao Flamengo
Em 2011, novamente no Flamengo, foi titular em grande parte das partidas na campanha dos títulos da Taça Guanabara, Taça Rio e, consequentemente, do Campeonato Carioca.

### Ceará
Ainda em 2011, no mês de junho, Egídio foi novamente emprestado, desta vez ao Ceará.
Retornou ao Flamengo no dia 28 de outubro. Como seu contrato era de empréstimo, ele se tratou no clube de origem.

### Goiás
Em 2012, foi emprestado ao Goiás até o fim do ano. Destacou-se marcando oito gols e dando 28 assistências na temporada, sendo chamado de O Rei das Assistências.

### Cruzeiro
Foi contratado pelo Cruzeiro no dia 4 de dezembro de 2012. Logo em seu primeiro ano como jogador do celeste mineiro, Egídio conquistou o Campeonato Brasileiro de 2013, seu primeiro título brasileiro pelo clube, sendo um dos destaques da equipe.
Em 2014, conquistou o Campeonato Mineiro e o Campeonato Brasileiro novamente de forma consecutiva. Realizou seu centésimo jogo com a camisa do Cruzeiro no dia 2 de novembro, contra o Botafogo. Egídio marcou de falta e fez o segundo gol da Raposa na vitória por 2–1. No final do ano, foi eleito pela CBF o melhor lateral-esquerdo do Brasileirão.

### Dnipro Dnipropetrovsk
Em 6 de janeiro de 2015, foi confirmado como nova contratação do Dnipro Dnipropetrovsk, da Ucrânia, pelo valor de 2 milhões de euros (R$ 6,4 milhões). No entanto, em 28 de março, seu advogado divulgou que o jogador rescindiu unilateralmente seu contrato por falta de pagamento.

### Palmeiras
Após ter rescindido contrato com o Dnipro, em 31 de março de 2015, Egídio assinou contrato com o Palmeiras até o fim de 2017.

#### 2015
Estreou pelo clube alviverde em maio, num empate por 2 a 2 com o Atlético Mineiro no Allianz Parque. Fez uma partida expressiva contra o São Paulo, no dia 28 de junho, dando três assistências na goleada por 4 a 0. Seu primeiro gol saiu contra a Chapecoense em julho, numa vitória por 2 a 0.
Entretanto, oscilou durante a temporada e foi alvo de críticas da torcida, sendo várias vezes preterido por Zé Roberto. Em dezembro, Egídio sagrou-se campeão da Copa do Brasil daquele ano com o Palmeiras.

#### 2016
Com a chegada do técnico Cuca, Egídio firmou-se como titular do Palmeiras em parte da temporada, que terminou com o título do Campeonato Brasileiro daquele ano.

#### 2017
Em agosto, desperdiçou pênalti decisivo em partida eliminatória da Copa Libertadores, contra o Barcelona de Guayaquil, resultando na eliminação do time palestrino. Tal fato fez o então técnico Cuca "preservar" o lateral, deixando-o algumas semanas sem atuar.
Em setembro, foi o autor do gol da vitória palestrina de 1 a 0 sobre o Fluminense no estádio do Maracanã. Já em outubro, chegou à marca de 100 jogos com a camisa do Palmeiras em empate em 2 a 2 contra o Cruzeiro.

### Retorno ao Cruzeiro
Em 29 de novembro de 2017, Egídio acertou seu retorno ao Cruzeiro.

### Fluminense
Após rescindir com o Cruzeiro, assinou por dois anos com o Fluminense. Egídio estreou em 26 de janeiro de 2020, com vitória do Fluminense contra a Bangu por 5 a 1, em Moça Bonita pelo Campeonato Carioca. Egídio fez seu primeiro e único gol com a camisa do Fluminense  na vitória frente ao Cerro Porteño, ele deu números finais à vitória tricolor por 2 a 0 no jogo de ida das oitavas de final da Libertadores, em Assunção, no Paraguai.
Em 2021, Egídio encerrou a temporada com 36 partidas, marcou um gol e deu três assistências.
Egídio encerrou sua passagem pelo Tricolor ao fim de 2021, onde disputou 77 jogos com a camisa tricolor, tendo marcado um gol e dado 13 assistências ao longo de duas temporadas.

### Coritiba
No dia 30 de dezembro de 2021, Egídio assinou com o Coritiba até o final de 2022. Em 22 de janeirode 2022, Egídio fez sua estreia no jogo em que o Coritiba bateu o Cianorte por 1 a 0, com gol marcado por Igor Paixão,  pelo Campeonato Paranaense 2022. No dia 19 de março de 2023, o Coritiba venceu o Cianorte no Couto Pereira, pela partida de volta das quartas de final do Paranaense 2022, pelo placar de 3 a 0 e Egídio marcou o primeiro gol do Coxa no jogo e o primeiro gol dele vestindo a camisa alviverde.
Egídio não teve seu contrato renovado, assim encerrou sua passagem pelo Coritiba, onde  atuou em 34 jogos, marcou dois gols e deu três assistências.

### Tombense
Em 22 de março de 2023, Egídio acertou seu vínvulo com o Tombense para a disputa do Brasileirão da Série B em 2023.

## Estatísticas
Atualizadas até 9 de novembro de 2022.

### Clubes
| Clube       | Temporada | Campeonato nacional | Campeonato nacional | Campeonato nacional | Copa nacional[a] | Copa nacional[a] | Copa nacional[a] | Competições continentais[b] | Competições continentais[b] | Competições continentais[b] | Outros torneios[c] | Outros torneios[c] | Outros torneios[c] | Total | Total | Total   |
| Clube       | Temporada | Jogos               | Gols                | Assist.             | Jogos            | Gols             | Assist.          | Jogos                       | Gols                        | Assist.                     | Jogos              | Gols               | Assist.            | Jogos | Gols  | Assist. |
| ----------- | --------- | ------------------- | ------------------- | ------------------- | ---------------- | ---------------- | ---------------- | --------------------------- | --------------------------- | --------------------------- | ------------------ | ------------------ | ------------------ | ----- | ----- | ------- |
| Flamengo    | 2004      | —                   | —                   | —                   | —                | —                | —                | —                           | —                           | —                           | 1                  | 0                  | 0                  | 1     | 0     | 0       |
| Flamengo    | 2005      | —                   | —                   | —                   | —                | —                | —                | —                           | —                           | —                           | 1                  | 0                  | 0                  | 1     | 0     | 0       |
| Flamengo    | 2006      | 1                   | 0                   | 0                   | —                | —                | —                | —                           | —                           | —                           | 2                  | 0                  | 0                  | 3     | 0     | 0       |
| Flamengo    | Total     | 1                   | 0                   | 0                   | 0                | 0                | 0                | 0                           | 0                           | 0                           | 4                  | 0                  | 0                  | 5     | 0     | 0       |
| Paraná      | 2007      | —                   | —                   | —                   | —                | —                | —                | 10                          | 0                           | 0                           | 0                  | 0                  | 0                  | 10    | 0     | 0       |
| Paraná      | Total     | 0                   | 0                   | 0                   | 0                | 0                | 0                | 10                          | 0                           | 0                           | 0                  | 0                  | 0                  | 10    | 0     | 0       |
| Flamengo    | 2007      | 6                   | 0                   | 1                   | —                | —                | —                | —                           | —                           | —                           | —                  | —                  | —                  | 6     | 0     | 1       |
| Flamengo    | 2008      | 1                   | 0                   | 0                   | —                | —                | —                | —                           | —                           | —                           | 5                  | 0                  | 2                  | 6     | 0     | 2       |
| Flamengo    | Total     | 7                   | 0                   | 1                   | 0                | 0                | 0                | 0                           | 0                           | 0                           | 5                  | 0                  | 2                  | 12    | 0     | 3       |
| Juventude   | 2008      | 14                  | 2                   | 0                   | —                | —                | —                | —                           | —                           | —                           | —                  | —                  | —                  | 14    | 2     | 0       |
| Juventude   | Total     | 14                  | 2                   | 0                   | 0                | 0                | 0                | 0                           | 0                           | 0                           | 0                  | 0                  | 0                  | 14    | 2     | 0       |
| Flamengo    | 2009      | —                   | —                   | —                   | —                | —                | —                | —                           | —                           | —                           | 5                  | 0                  | 1                  | 5     | 0     | 1       |
| Flamengo    | Total     | 0                   | 0                   | 0                   | 0                | 0                | 0                | 0                           | 0                           | 0                           | 5                  | 0                  | 1                  | 5     | 0     | 1       |
| Figueirense | 2009      | 26                  | 4                   | 0                   | —                | —                | —                | —                           | —                           | —                           | —                  | —                  | —                  | 26    | 4     | 0       |
| Figueirense | Total     | 26                  | 4                   | 0                   | 0                | 0                | 0                | 0                           | 0                           | 0                           | 0                  | 0                  | 0                  | 26    | 4     | 0       |
| Vitória     | 2010      | 30                  | 1                   | 4                   | 10               | 0                | 0                | 2                           | 0                           | 1                           | 25                 | 1                  | 0                  | 67    | 2     | 5       |
| Vitória     | Total     | 30                  | 1                   | 4                   | 10               | 0                | 0                | 2                           | 0                           | 1                           | 25                 | 1                  | 0                  | 67    | 2     | 5       |
| Flamengo    | 2011      | 3                   | 1                   | 0                   | 3                | 0                | 0                | —                           | —                           | —                           | 13                 | 0                  | 0                  | 19    | 1     | 0       |
| Flamengo    | Total     | 3                   | 1                   | 0                   | 3                | 0                | 0                | 0                           | 0                           | 0                           | 13                 | 0                  | 0                  | 19    | 1     | 0       |
| Ceará       | 2011      | 11                  | 1                   | 1                   | —                | —                | —                | 2                           | 0                           | 0                           | —                  | —                  | —                  | 13    | 1     | 1       |
| Ceará       | Total     | 11                  | 1                   | 1                   | 0                | 0                | 0                | 2                           | 0                           | 0                           | 0                  | 0                  | 0                  | 13    | 1     | 1       |
| Goiás       | 2012      | 33                  | 2                   | 13                  | 8                | 3                | 0                | —                           | —                           | —                           | 20                 | 3                  | 15                 | 61    | 8     | 28      |
| Goiás       | Total     | 33                  | 2                   | 13                  | 8                | 3                | 0                | 0                           | 0                           | 0                           | 20                 | 3                  | 15                 | 61    | 8     | 28      |
| Cruzeiro    | 2013      | 35                  | 0                   | 4                   | 5                | 1                | 2                | —                           | —                           | —                           | 13                 | 1                  | 3                  | 53    | 2     | 9       |
| Cruzeiro    | 2014      | 31                  | 1                   | 3                   | 5                | 0                | 0                | 6                           | 0                           | 1                           | 11                 | 1                  | 3                  | 53    | 2     | 7       |
| Cruzeiro    | Total     | 66                  | 1                   | 7                   | 10               | 1                | 2                | 6                           | 0                           | 1                           | 24                 | 2                  | 6                  | 106   | 4     | 16      |
| Dnipro      | 2014–15   | 1                   | 0                   | 0                   | —                | —                | —                | 4                           | 0                           | 0                           | —                  | —                  | —                  | 5     | 0     | 0       |
| Dnipro      | Total     | 1                   | 0                   | 0                   | 0                | 0                | 0                | 4                           | 0                           | 0                           | 0                  | 0                  | 0                  | 5     | 0     | 0       |
| Palmeiras   | 2015      | 30                  | 1                   | 5                   | 6                | 0                | 2                | —                           | —                           | —                           | —                  | —                  | —                  | 36    | 1     | 7       |
| Palmeiras   | 2016      | 14                  | 0                   | 0                   | 1                | 0                | 0                | 4                           | 1                           | 1                           | 11                 | 0                  | 2                  | 30    | 1     | 3       |
| Palmeiras   | 2017      | 21                  | 1                   | 0                   | 2                | 0                | 0                | 2                           | 0                           | 0                           | 9                  | 0                  | 1                  | 34    | 1     | 1       |
| Palmeiras   | Total     | 65                  | 2                   | 5                   | 9                | 0                | 2                | 6                           | 1                           | 1                           | 20                 | 0                  | 3                  | 100   | 3     | 11      |
| Cruzeiro    | 2018      | 25                  | 0                   | 1                   | 7                | 0                | 1                | 10                          | 0                           | 6                           | 12                 | 0                  | 1                  | 54    | 0     | 9       |
| Cruzeiro    | 2019      | 25                  | 0                   | 1                   | 3                | 0                | 0                | 7                           | 0                           | 0                           | 12                 | 1                  | 2                  | 47    | 1     | 3       |
| Cruzeiro    | Total     | 50                  | 0                   | 2                   | 10               | 0                | 1                | 17                          | 0                           | 6                           | 24                 | 1                  | 3                  | 100   | 1     | 12      |
| Fluminense  | 2020      | 20                  | 0                   | 7                   | 6                | 0                | 1                | 2                           | 0                           | 0                           | 11                 | 0                  | 3                  | 39    | 0     | 11      |
| Fluminense  | 2021      | 15                  | 0                   | 2                   | 5                | 0                | 1                | 8                           | 1                           | 0                           | 8                  | 0                  | 0                  | 36    | 1     | 3       |
| Fluminense  | Total     | 35                  | 0                   | 9                   | 11               | 0                | 2                | 10                          | 1                           | 0                           | 19                 | 0                  | 3                  | 75    | 1     | 14      |
| Coritiba    | 2022      | 21                  | 1                   | 2                   | 2                | 0                | 0                | —                           | —                           | —                           | 11                 | 1                  | 1                  | 34    | 2     | 3       |
| Coritiba    | Total     | 21                  | 1                   | 2                   | 2                | 0                | 0                | —                           | —                           | —                           | 11                 | 1                  | 1                  | 34    | 2     | 3       |
| Tombense    | 2023      | 0                   | 0                   | 0                   | —                | —                | —                | —                           | —                           | —                           | —                  | —                  | —                  | 0     | 0     | 0       |
| Tombense    | Total     | 0                   | 0                   | 0                   | —                | —                | —                | —                           | —                           | —                           | —                  | —                  | —                  | 0     | 0     | 0       |

- a. ^ Jogos da Copa do Brasil
- b. ^ Jogos da Copa Libertadores da América, Copa Sul-Americana e Liga Europa da UEFA
- c. ^ Jogos do Campeonato Carioca, Copa Record Rio, Campeonato Paranaense, Campeonato Baiano, Copa do Nordeste, Campeonato Goiano, Campeonato Mineiro e amistosos

## Títulos
Flamengo
- Copa do Brasil: 2006
- Campeonato Carioca: 2008, 2009 e 2011
- Taça Guanabara: 2008 e 2011
- Taça Rio: 2009 e 2011

Vitória
- Campeonato Baiano: 2010
- Copa do Nordeste: 2010

Goiás
- Campeonato Goiano: 2012
- Campeonato Brasileiro - Série B: 2012

Cruzeiro
- Campeonato Brasileiro: 2013[42] e 2014
- Campeonato Mineiro: 2014, 2018 e 2019
- Copa do Brasil: 2018

Palmeiras
- Copa do Brasil: 2015
- Campeonato Brasileiro: 2016

Fluminense
- Taça Rio: 2020
- Taça Gérson e Didi: 2020

Coritiba
- Campeonato Paranaense: 2022

## Prêmios individuais
- Seleção do Campeonato Goiano de 2012[43]
- Seleção do Campeonato Brasileiro de 2014[44]
- Troféu Guará para o melhor lateral-esquerdo do ano: 2018
- Troféu Globo Minas para o melhor zagueiro do Campeonato Mineiro: 2019